# Plieux
Plieux (Plius en gascon) est une commune française située dans le nord-est du département du Gers en région Occitanie. Sur le plan historique et culturel, la commune est dans la Lomagne, une ancienne circonscription de la province de Gascogne ayant titre de vicomté, surnommée « Toscane française ».
Exposée à un climat océanique altéré, elle est drainée par l'Arrats, l'Auroue et par divers autres petits cours d'eau. La commune possède un patrimoine naturel remarquable composé d'une zone naturelle d'intérêt écologique, faunistique et floristique.
Plieux est une commune rurale qui compte 159 habitants en 2022, après avoir connu un pic de population de 725 habitants en 1800.  Ses habitants sont appelés les Plieusains ou  Plieusaines.
Le patrimoine architectural de la commune comprend un immeuble protégé au titre des monuments historiques : le château, classé en 1994.

## Géographie

### Localisation
Plieux est une commune de Lomagne située à l'est de Lectoure, sur les coteaux de Lomagne, entre les vallées de l'Auroue et de l'Arrats. C'est une commune limitrophe du département de Tarn-et-Garonne.

### Communes limitrophes
Les communes limitrophes sont  Castet-Arrouy, Gramont, L'Isle-Bouzon, Lectoure et Miradoux.
|          | Castet-Arrouy | Miradoux                  |
| Lectoure | Plieux        | Gramont (Tarn-et-Garonne) |
|          | L'Isle-Bouzon |                           |

### Géologie et relief
Plieux se situe en zone de sismicité 1 (sismicité très faible).

### Hydrographie

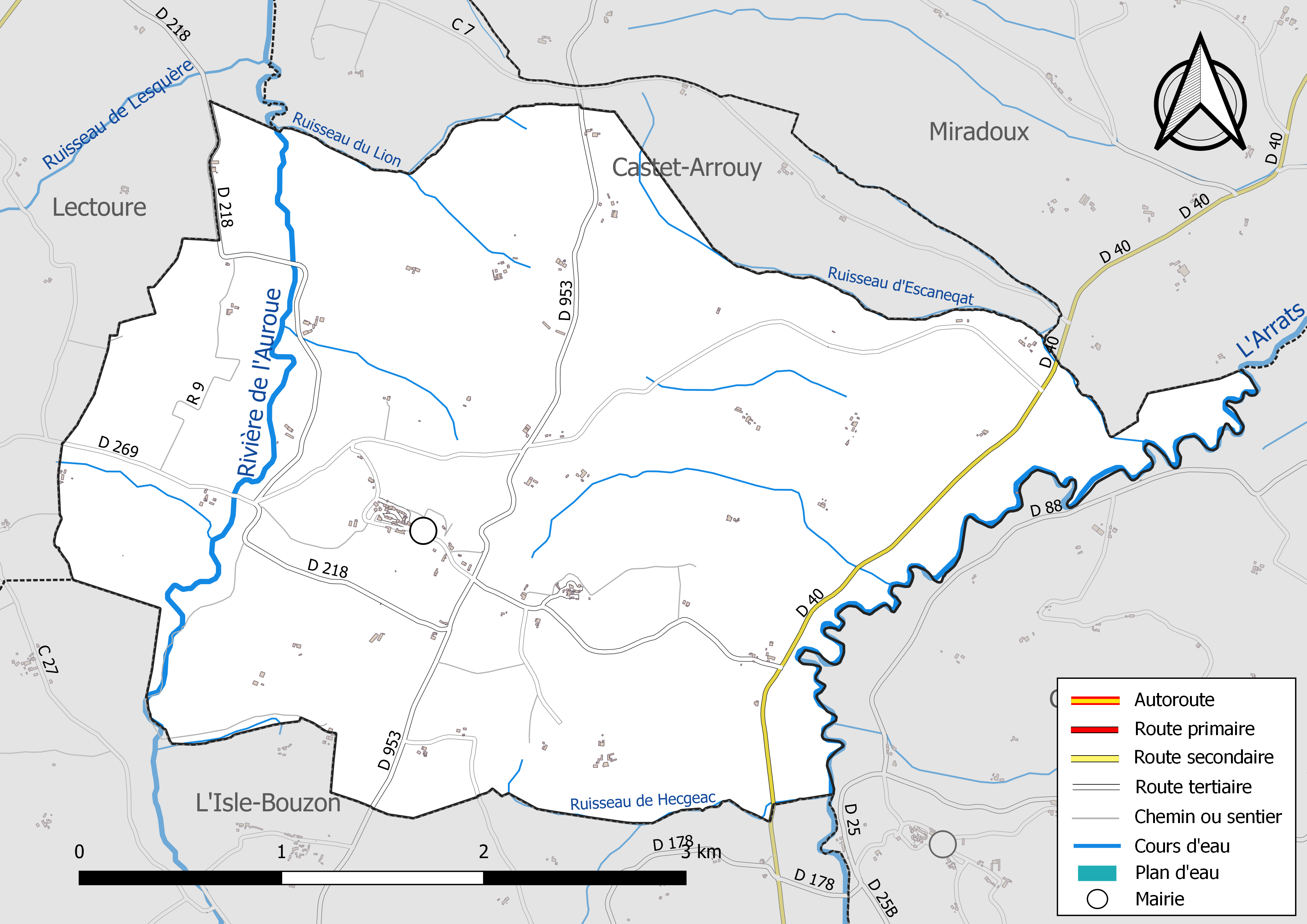
Réseaux hydrographique et routier de Plieux.

La commune est dans le bassin de la Garonne, au sein du bassin hydrographique Adour-Garonne. Elle est drainée par l'Arrats, l'Auroue, le ruisseau de Hecgeac, le ruisseau d'Escaneqat, le ruisseau du Lion et par divers petits cours d'eau, qui constituent un réseau hydrographique de 17 km de longueur totale,.
L'Arrats, d'une longueur totale de 162,1 km, prend sa source dans la commune de Lannemezan et s'écoule vers le nord. Il traverse la commune et se jette dans la Garonne à Saint-Loup, après avoir traversé 66 communes.
L'Auroue, d'une longueur totale de 62,4 km, prend sa source dans la commune de Crastes et s'écoule vers le nord. Il traverse la commune et se jette dans la Garonne à Saint-Romain-le-Noble, après avoir traversé 26 communes.

### Climat
Pour des articles plus généraux, voir Climat de l'Occitanie et Climat du Gers.
En 2010, le climat de la commune est de type climat du Bassin du Sud-Ouest, selon une étude s'appuyant sur une série de données couvrant la période 1971-2000. En 2020, Météo-France publie une typologie des climats de la France métropolitaine dans laquelle la commune est exposée à un climat océanique altéré et est dans la région climatique Aquitaine, Gascogne, caractérisée par une pluviométrie abondante au printemps, modérée en automne, un faible ensoleillement au printemps, un été chaud (19,5 °C), des vents faibles, des brouillards fréquents en automne et en hiver et des orages fréquents en été (15 à 20 jours).
Pour la période 1971-2000, la température annuelle moyenne est de 13,2 °C, avec une amplitude thermique annuelle de 16,2 °C. Le cumul annuel moyen de précipitations est de 764 mm, avec 9,7 jours de précipitations en janvier et 6,1 jours en juillet. Pour la période 1991-2020, la température moyenne annuelle observée sur la station météorologique la plus proche, située sur la commune de Mauroux à 7 km à vol d'oiseau, est de 14,0 °C et le cumul annuel moyen de précipitations est de 677,6 mm,. Pour l'avenir, les paramètres climatiques de la commune estimés pour 2050 selon différents scénarios d'émission de gaz à effet de serre sont consultables sur un site dédié publié par Météo-France en novembre 2022.

### Milieux naturels et biodiversité
L’inventaire des zones naturelles d'intérêt écologique, faunistique et floristique (ZNIEFF) a pour objectif de réaliser une couverture des zones les plus intéressantes sur le plan écologique, essentiellement dans la perspective d’améliorer la connaissance du patrimoine naturel national et de fournir aux différents décideurs un outil d’aide à la prise en compte de l’environnement dans l’aménagement du territoire.
Une ZNIEFF de type 2 est recensée sur la commune :
le « cours de l'Arrats » (815 ha), couvrant 30 communes dont 22 dans le Gers et huit dans le Tarn-et-Garonne.

## Urbanisme

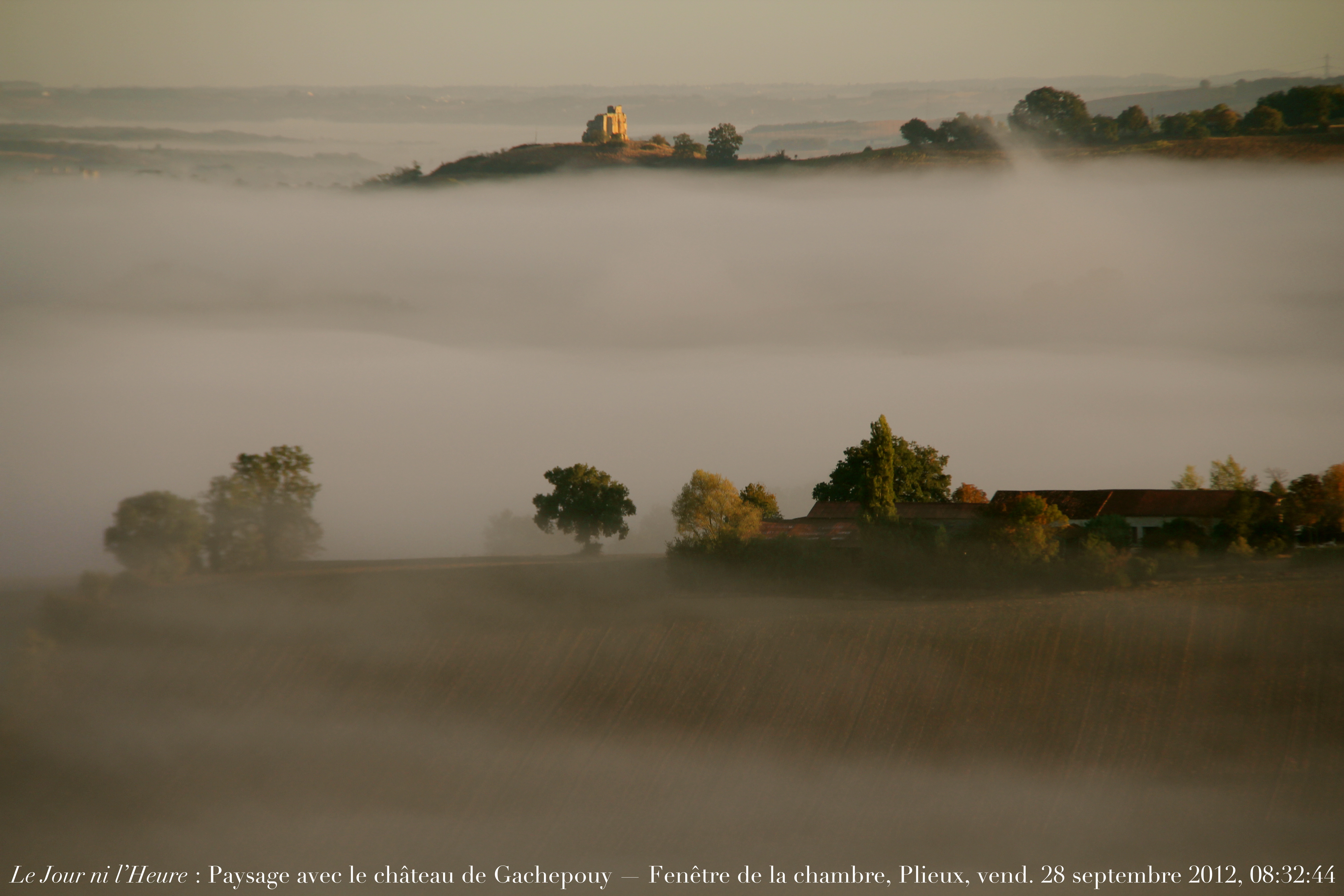
La commune s'inscrit dans un cadre rural.

### Typologie
Au 1er janvier 2024, Plieux est catégorisée commune rurale à habitat très dispersé, selon la nouvelle grille communale de densité à sept niveaux définie par l'Insee en 2022.
Elle est située hors unité urbaine et hors attraction des villes,.

### Occupation des sols
L'occupation des sols de la commune, telle qu'elle ressort de la base de données européenne d’occupation biophysique des sols Corine Land Cover (CLC), est marquée par l'importance des territoires agricoles (100 % en 2018), une proportion identique à celle de 1990 (100 %). La répartition détaillée en 2018 est la suivante : 
terres arables (95,6 %), zones agricoles hétérogènes (4,1 %), cultures permanentes (0,3 %). L'évolution de l’occupation des sols de la commune et de ses infrastructures peut être observée sur les différentes représentations cartographiques du territoire : la carte de Cassini (XVIIIe siècle), la carte d'état-major (1820-1866) et les cartes ou photos aériennes de l'IGN pour la période actuelle (1950 à aujourd'hui).

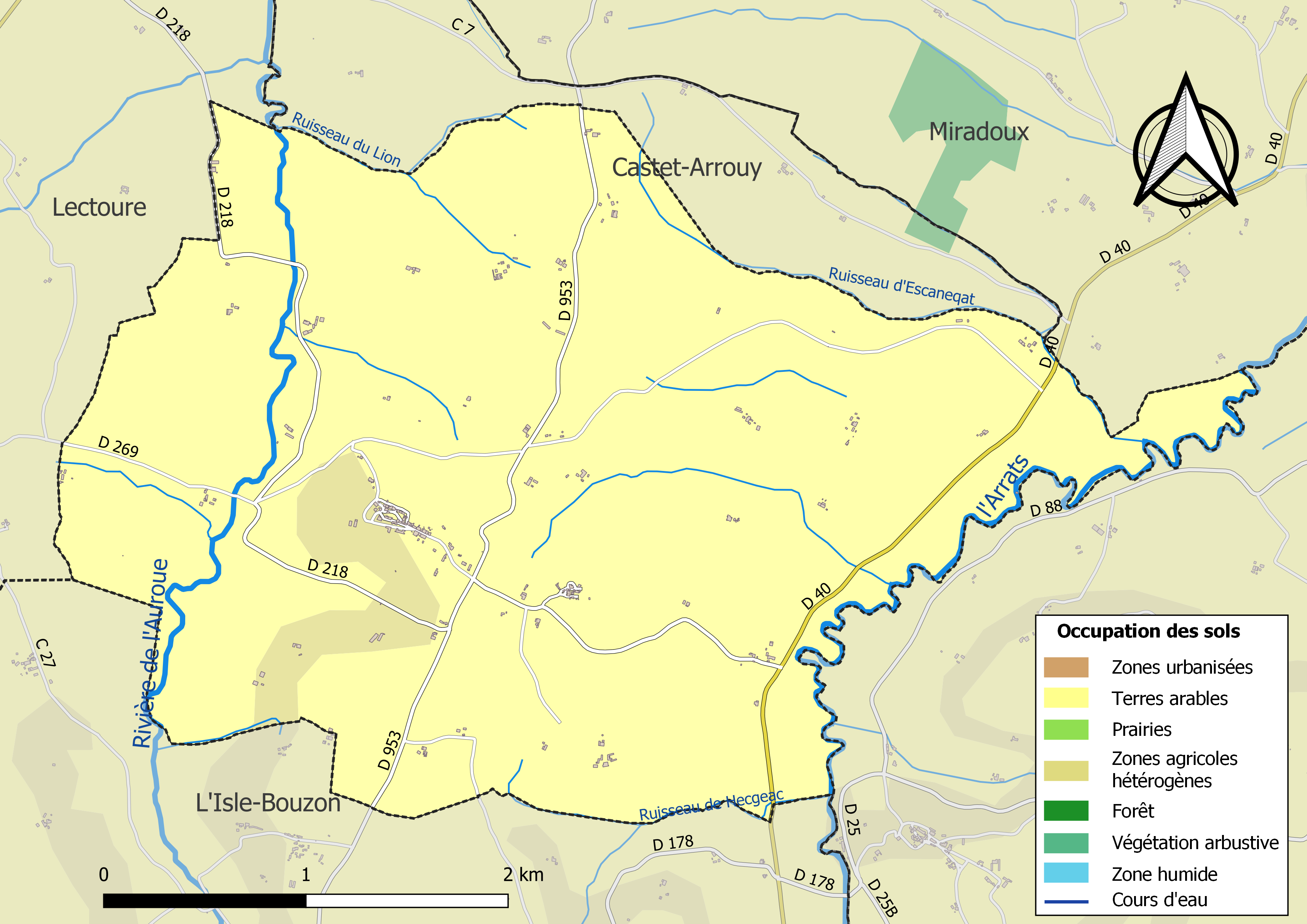
Carte des infrastructures et de l'occupation des sols de la commune en 2018 (CLC).

### Risques majeurs
Le territoire de la commune de Plieux est vulnérable à différents aléas naturels : météorologiques (tempête, orage, neige, grand froid, canicule ou sécheresse), inondations et séisme (sismicité très faible). Un site publié par le BRGM permet d'évaluer simplement et rapidement les risques d'un bien localisé soit par son adresse soit par le numéro de sa parcelle.
Certaines parties du territoire communal sont susceptibles d’être affectées par le risque d’inondation par débordement de cours d'eau, notamment l'Arrats et l'Auroue. La cartographie des zones inondables en ex-Midi-Pyrénées réalisée dans le cadre du XIe Contrat de plan État-région, visant à informer les citoyens et les décideurs sur le risque d’inondation, est accessible sur le site de la DREAL Occitanie. La commune a été reconnue en état de catastrophe naturelle au titre des dommages causés par les inondations et coulées de boue survenues en 1988, 1999, 2008 et 2009,.

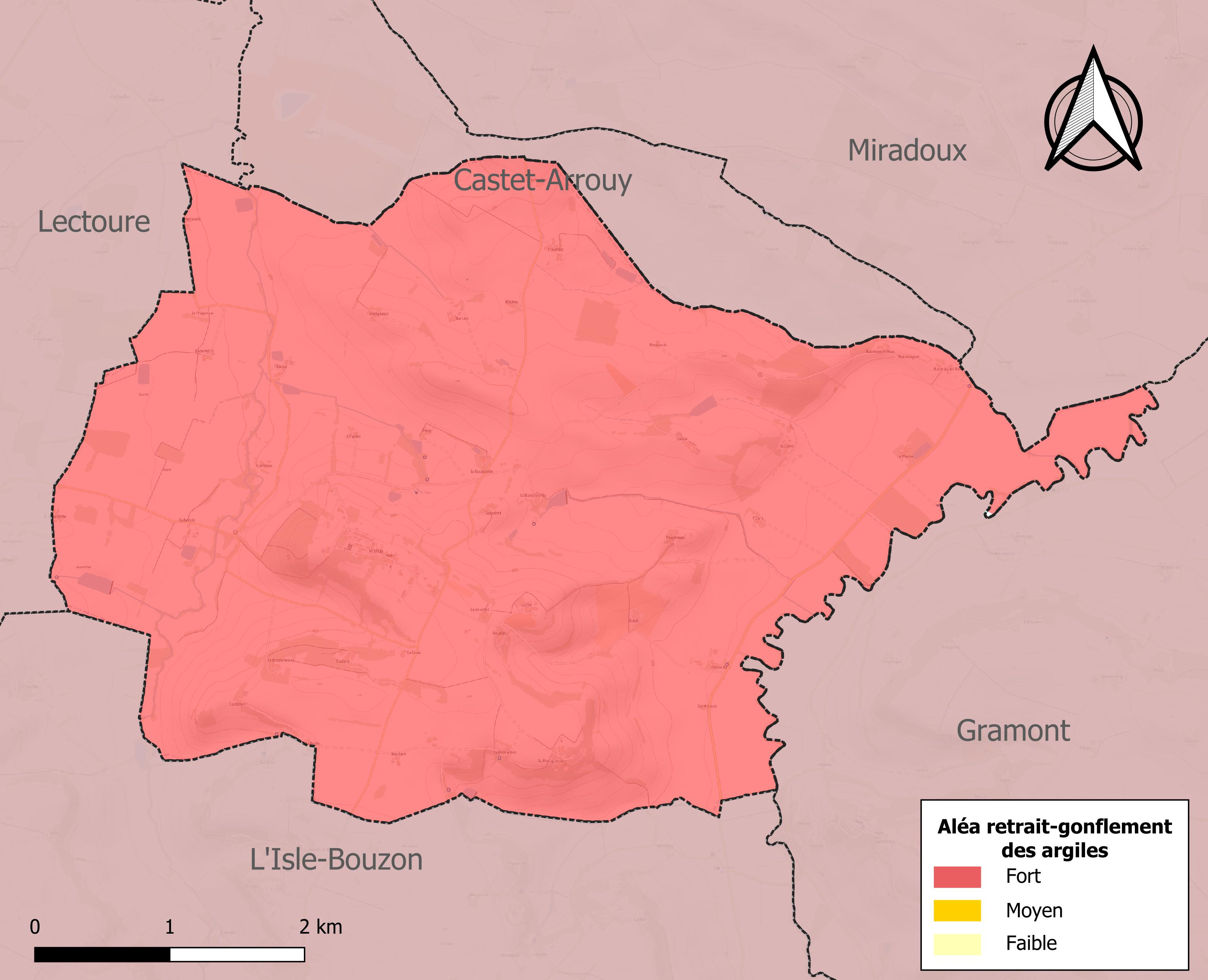
Carte des zones d'aléa retrait-gonflement des sols argileux de Plieux.

Le retrait-gonflement des sols argileux est susceptible d'engendrer des dommages importants aux bâtiments en cas d’alternance de périodes de sécheresse et de pluie. La totalité de la commune est en aléa moyen ou fort (94,5 % au niveau départemental et 48,5 % au niveau national). Sur les 93 bâtiments dénombrés sur la commune en 2019, 93 sont en aléa moyen ou fort, soit 100 %, à comparer aux 93 % au niveau départemental et 54 % au niveau national. Une cartographie de l'exposition du territoire national au retrait gonflement des sols argileux est disponible sur le site du BRGM,.
Par ailleurs, afin de mieux appréhender le risque d’affaissement de terrain, l'inventaire national des cavités souterraines permet de localiser celles situées sur la commune.
Concernant les mouvements de terrains, la commune a été reconnue en état de catastrophe naturelle au titre des dommages causés par la sécheresse en 2016 et par des mouvements de terrain en 1999.

## Politique et administration

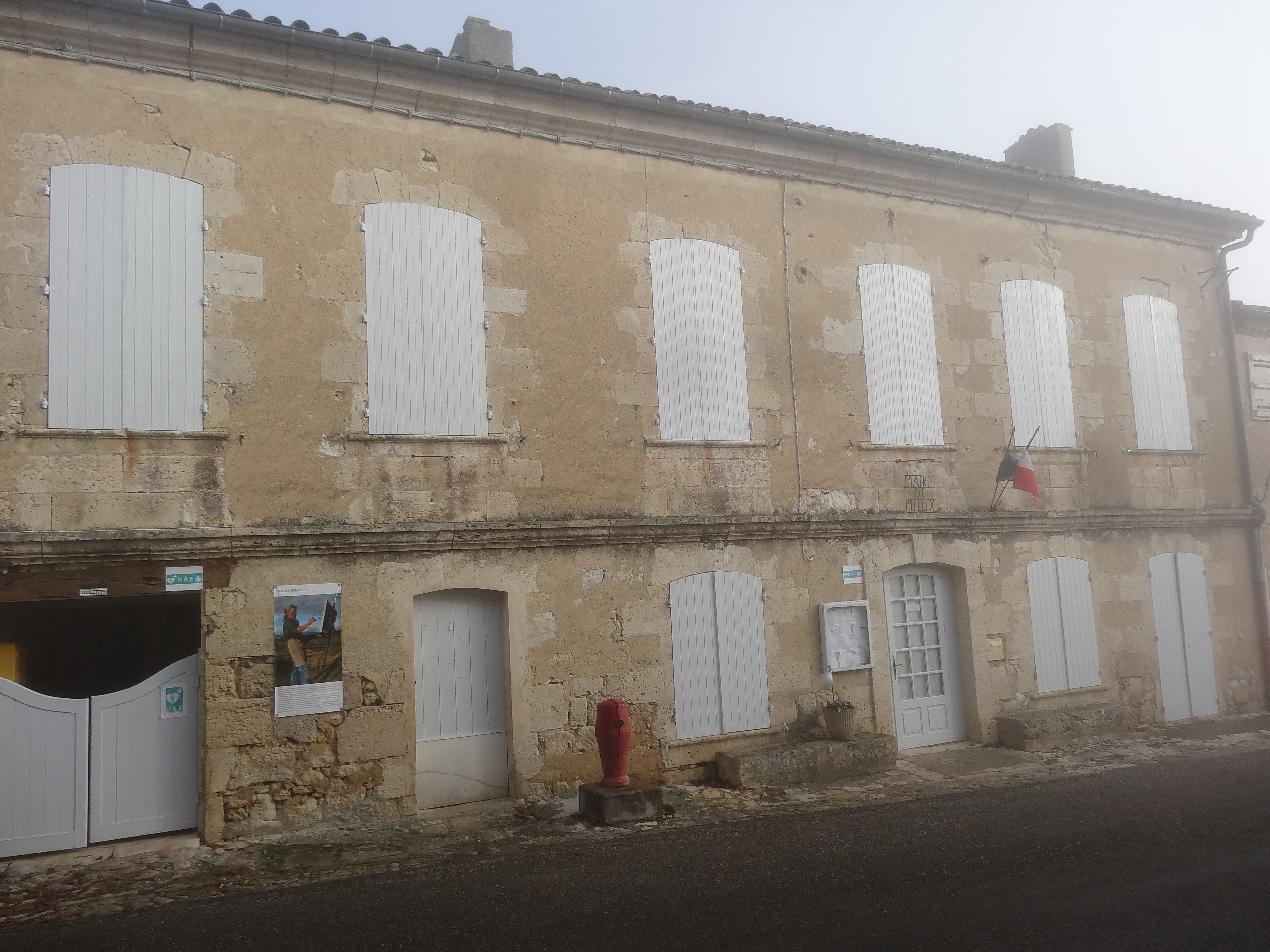
La mairie.

### Liste des maires
| Période                                  | Période   | Identité        | Étiquette | Qualité |
| ---------------------------------------- | --------- | --------------- | --------- | ------- |
| Les données manquantes sont à compléter. |           |                 |           |         |
| mars 2001                                | mars 2014 | Roger Sigala    |           |         |
| mars 2014                                | En cours  | Maryse Claverie |           |         |

## Population et société

### Démographie
L'évolution du nombre d'habitants est connue à travers les recensements de la population effectués dans la commune depuis 1793. Pour les communes de moins de 10 000 habitants, une enquête de recensement portant sur toute la population est réalisée tous les cinq ans, les populations de référence des années intermédiaires étant quant à elles estimées par interpolation ou extrapolation. Pour la commune, le premier recensement exhaustif entrant dans le cadre du nouveau dispositif a été réalisé en 2004.

En 2022, la commune comptait 159 habitants, en évolution de +27,2 % par rapport à 2016 (Gers : +1,04 %, France hors Mayotte : +2,11 %).
| 1793 | 1800 | 1806 | 1821 | 1831 | 1841 | 1846 | 1851 | 1856 |
| ---- | ---- | ---- | ---- | ---- | ---- | ---- | ---- | ---- |
| 694  | 725  | 667  | 646  | 682  | 593  | 579  | 540  | 531  |

| 1861 | 1866 | 1872 | 1876 | 1881 | 1886 | 1891 | 1896 | 1901 |
| ---- | ---- | ---- | ---- | ---- | ---- | ---- | ---- | ---- |
| 521  | 474  | 418  | 441  | 436  | 425  | 411  | 404  | 402  |

| 1906 | 1911 | 1921 | 1926 | 1931 | 1936 | 1946 | 1954 | 1962 |
| ---- | ---- | ---- | ---- | ---- | ---- | ---- | ---- | ---- |
| 405  | 378  | 283  | 300  | 306  | 299  | 268  | 275  | 245  |

| 1968 | 1975 | 1982 | 1990 | 1999 | 2004 | 2006 | 2009 | 2014 |
| ---- | ---- | ---- | ---- | ---- | ---- | ---- | ---- | ---- |
| 232  | 214  | 195  | 186  | 174  | 159  | 154  | 164  | 131  |

| 2019 | 2022 | - | - | - | - | - | - | - |
| ---- | ---- | - | - | - | - | - | - | - |
| 150  | 159  | - | - | - | - | - | - | - |

### Manifestations culturelles et festivités

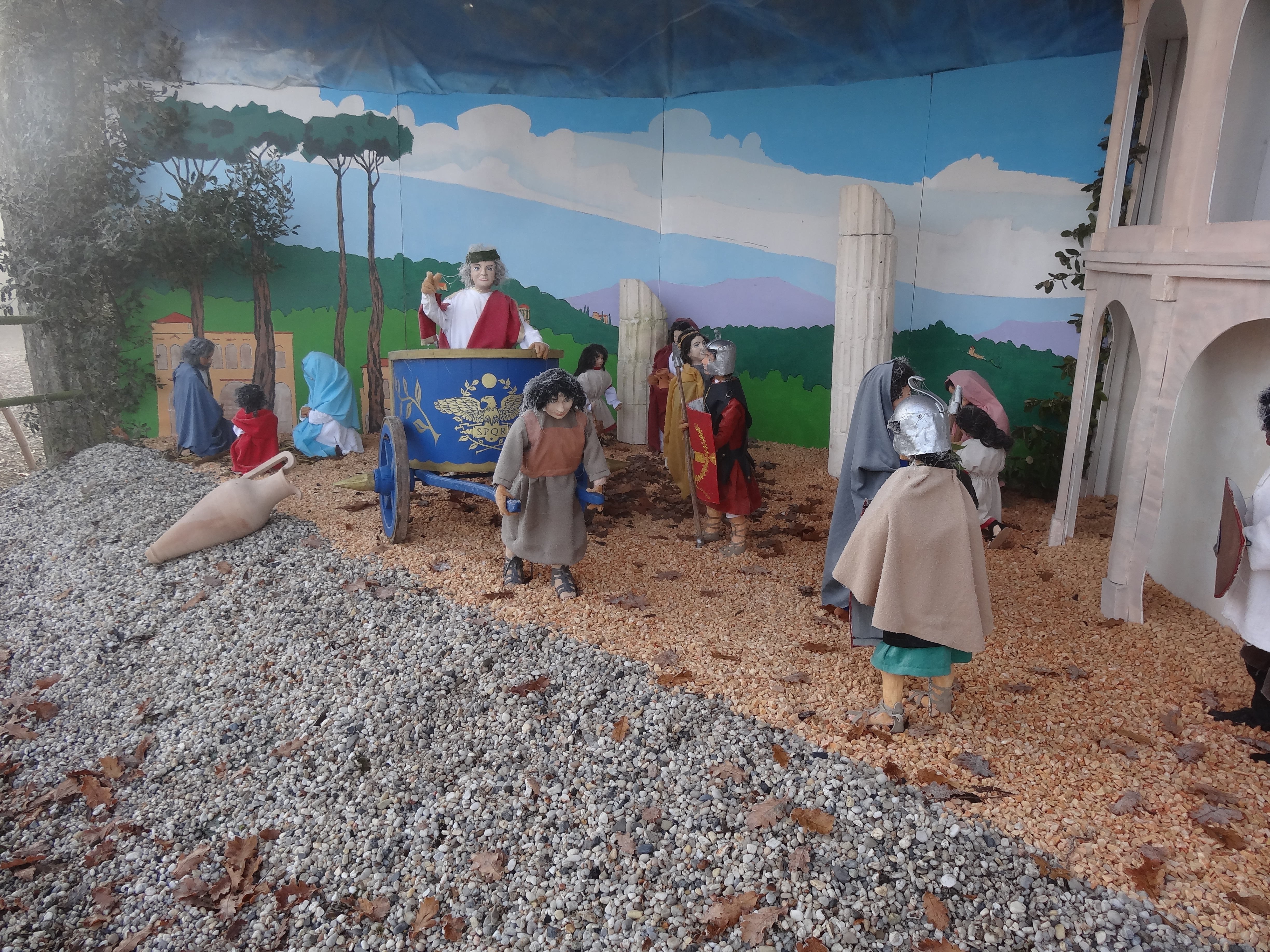
La crèche de Plieux en décembre 2021.

Plieux fait partie des huit communes qui participent à la Ronde des Crèches, une manifestation hivernale où chaque village expose une crèche d'après un thème commun qui diffère chaque année.
La fête locale a lieu le premier week-end de juillet, du vendredi soir au dimanche soir. Y sont proposés des repas animés par des bandas, un bal tous les soirs ainsi qu'un spectacle gratuit le dimanche après-midi.

## Économie

### Emploi
|                | 2008  | 2013  | 2018  |
| -------------- | ----- | ----- | ----- |
| Commune        | 3 %   | 1,3 % | 8,8 % |
| Département    | 6,1 % | 7,5 % | 8,2 % |
| France entière | 8,3 % | 10 %  | 10 %  |

En 2018, la population âgée de 15 à 64 ans s'élève à 76 personnes, parmi lesquelles on compte 75 % d'actifs (66,2 % ayant un emploi et 8,8 % de chômeurs) et 25 % d'inactifs,. En  2018, le taux de chômage communal (au sens du recensement) des 15-64 ans est supérieur à celui du département, mais inférieur à celui de la France, alors qu'il était inférieur à celui du département et de la France en 2008.
La commune est hors attraction des villes,. Elle compte 28 emplois en 2018, contre 35 en 2013 et 31 en 2008. Le nombre d'actifs ayant un emploi résidant dans la commune est de 53, soit un indicateur de concentration d'emploi de 52,1 % et un taux d'activité parmi les 15 ans ou plus de 47 %.
Sur ces 53 actifs de 15 ans ou plus ayant un emploi, 22 travaillent dans la commune, soit 41 % des habitants. Pour se rendre au travail, 75 % des habitants utilisent un véhicule personnel ou de fonction à quatre roues, 1,8 % s'y rendent en deux-roues, à vélo ou à pied et 23,2 % n'ont pas besoin de transport (travail au domicile).

### Activités hors agriculture

#### Secteurs d'activités
18 établissements sont implantés  à Plieux au 31 décembre 2019.
Le secteur des activités spécialisées, scientifiques et techniques et des activités de services administratifs et de soutien est prépondérant sur la commune puisqu'il représente 27,8 % du nombre total d'établissements de la commune (5 sur les 18 entreprises implantées  à Plieux), contre 14,4 % au niveau départemental.

### Agriculture
La commune est dans la Lomagne, une petite région agricole occupant le nord-est du département du Gers. En 2020, l'orientation technico-économique de l'agriculture  sur la commune est la culture de céréales et/ou d'oléoprotéagineuses. 
|               | 1988  | 2000  | 2010 | 2020 |
| ------------- | ----- | ----- | ---- | ---- |
| Exploitations | 33    | 26    | 23   | 16   |
| SAU (ha)      | 1 291 | 1 160 | 905  | 943  |

Le nombre d'exploitations agricoles en activité et ayant leur siège dans la commune est passé de 33 lors du recensement agricole de 1988  à 26 en 2000 puis à 23 en 2010 et enfin à 16 en 2020, soit une baisse de 52 % en 32 ans. Le même mouvement est observé à l'échelle du département qui a perdu pendant cette période 51 % de ses exploitations,. La surface agricole utilisée sur la commune a également diminué, passant de 1 291 ha en 1988 à 943 ha en 2020. Parallèlement la surface agricole utilisée moyenne par exploitation a augmenté, passant de 39 à 59 ha.

Agriculture à Plieux
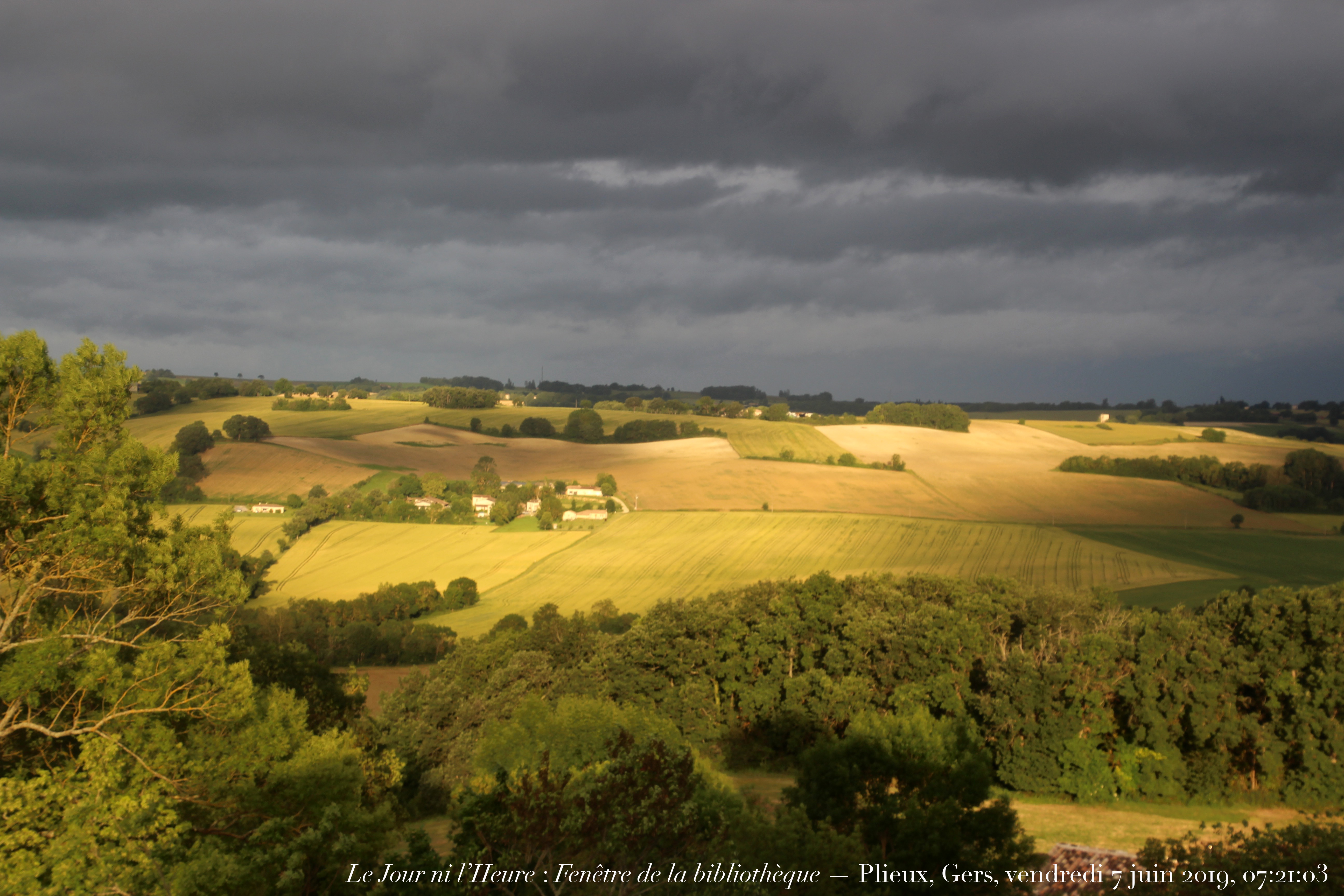
Point de vue sur des parcelles agricoles.
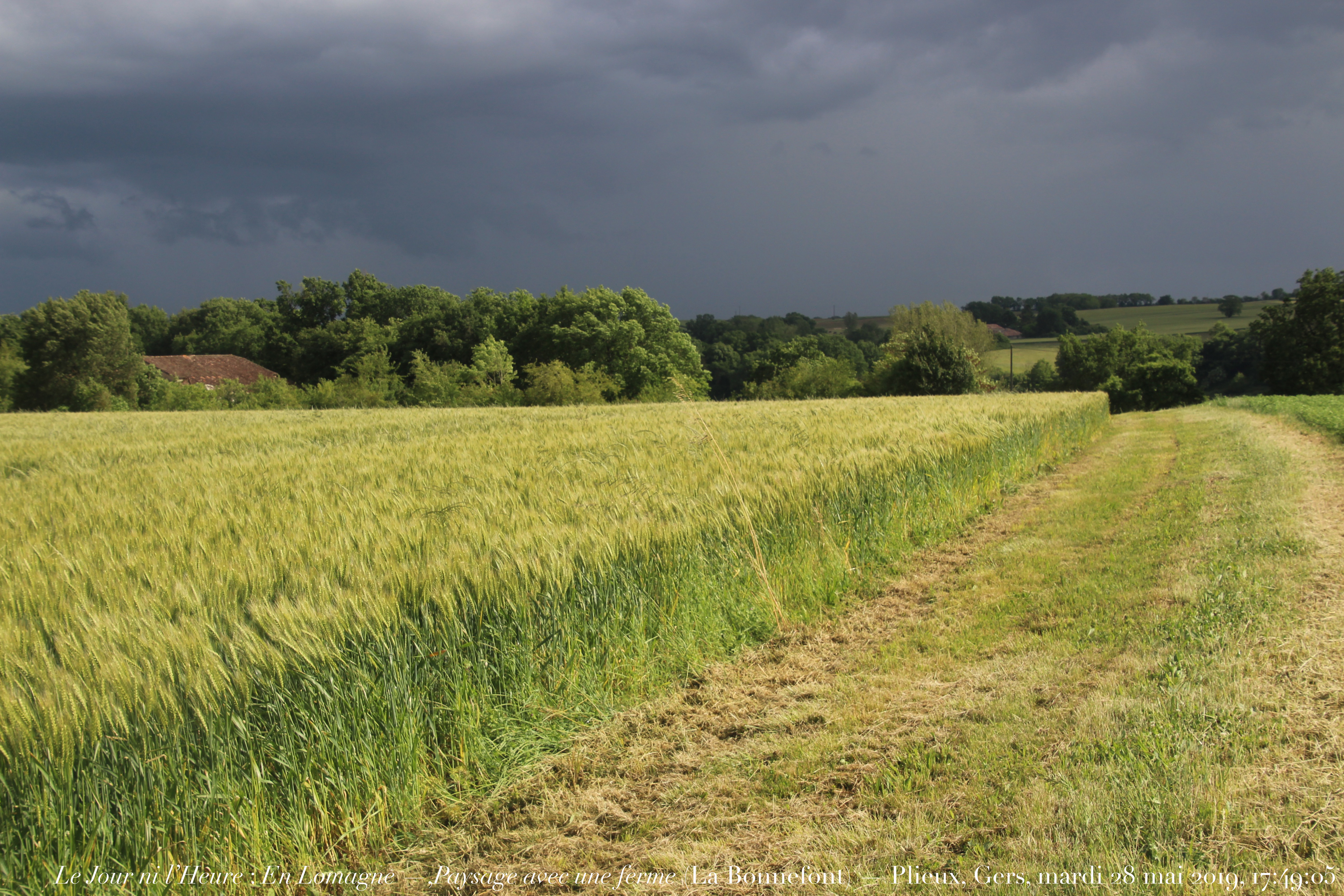
Champ de blé situé sur la commune.

## Culture locale et patrimoine

### Lieux et monuments
- Église Saint-Jean-Baptiste. Son clocher date du XVe siècle[32]. L'édifice est répertorié à l'Inventaire général Région Midi-Pyrénées depuis 1979[32].

L'église Saint-Jean-Baptiste
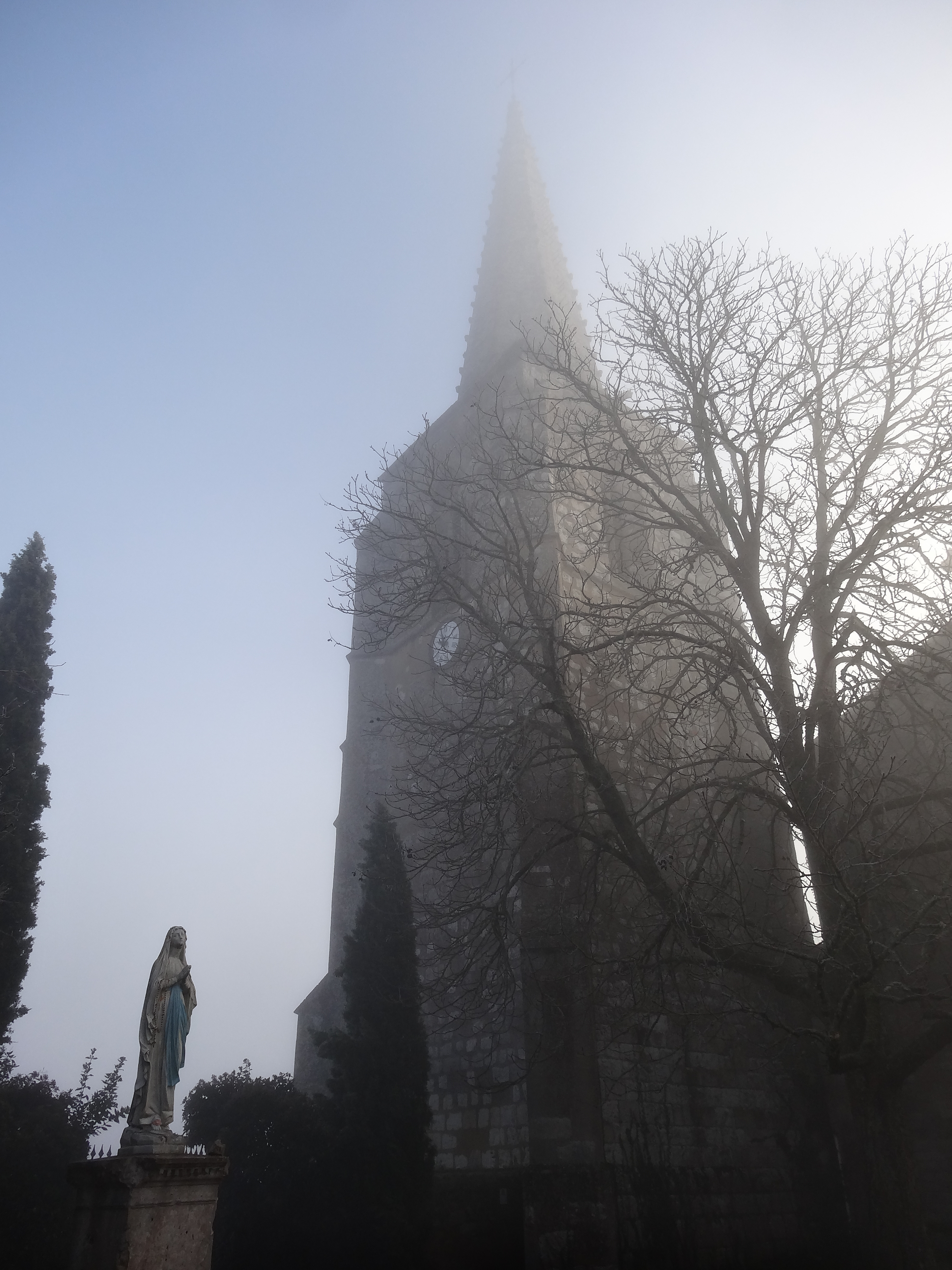
Le clocher et une statue de la Vierge Marie.
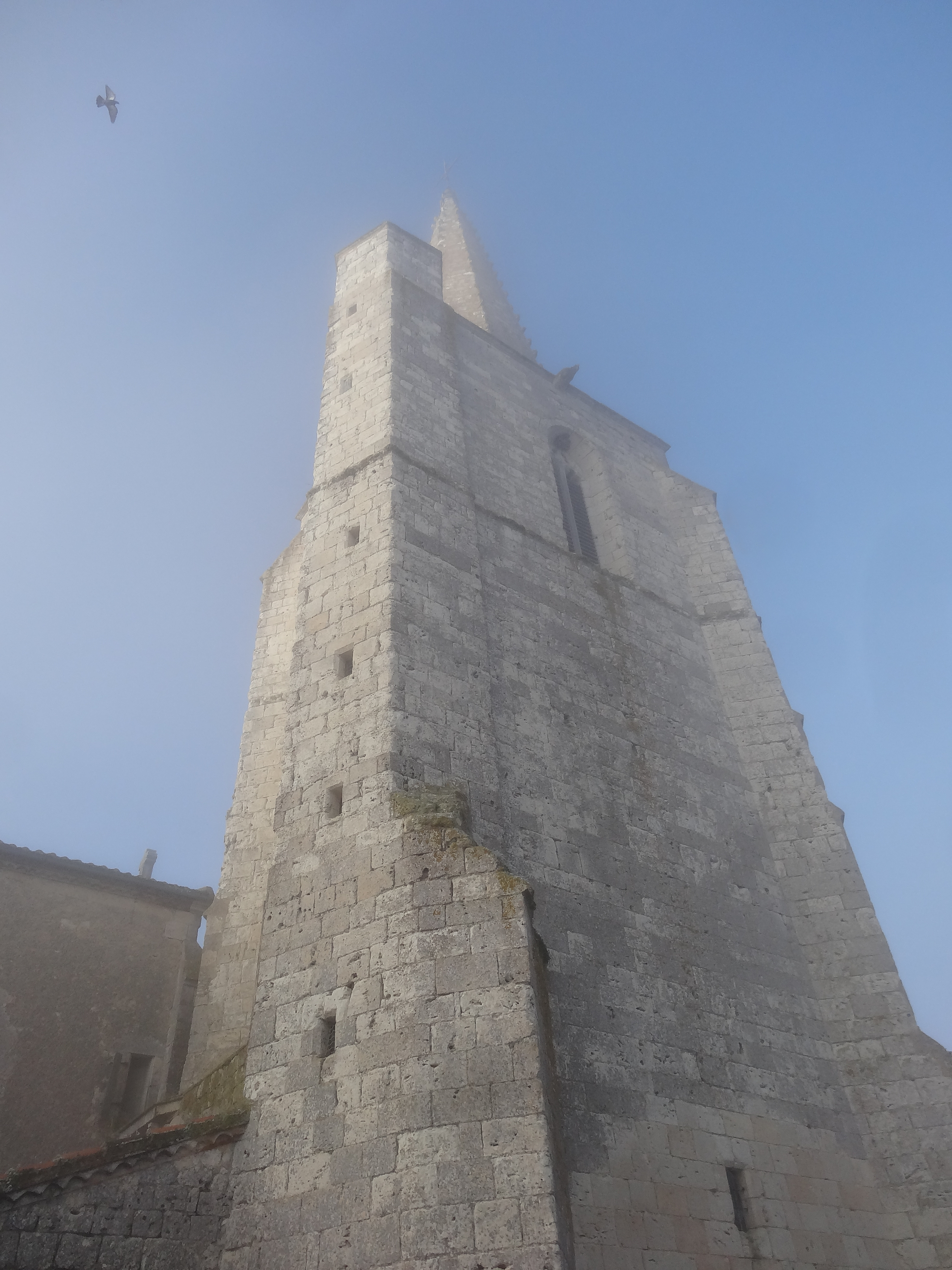
Vue opposée du clocher.
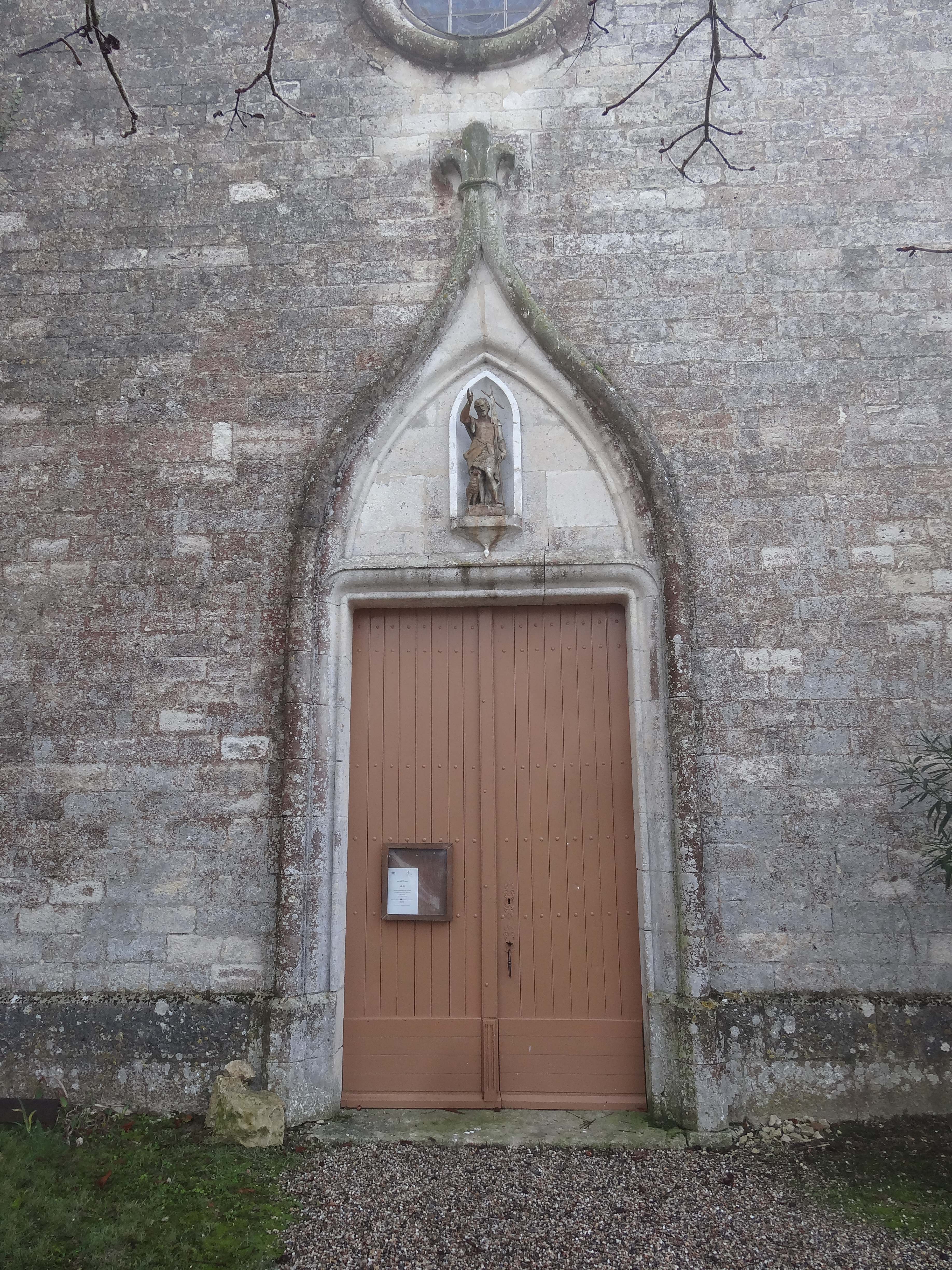
Le portail.
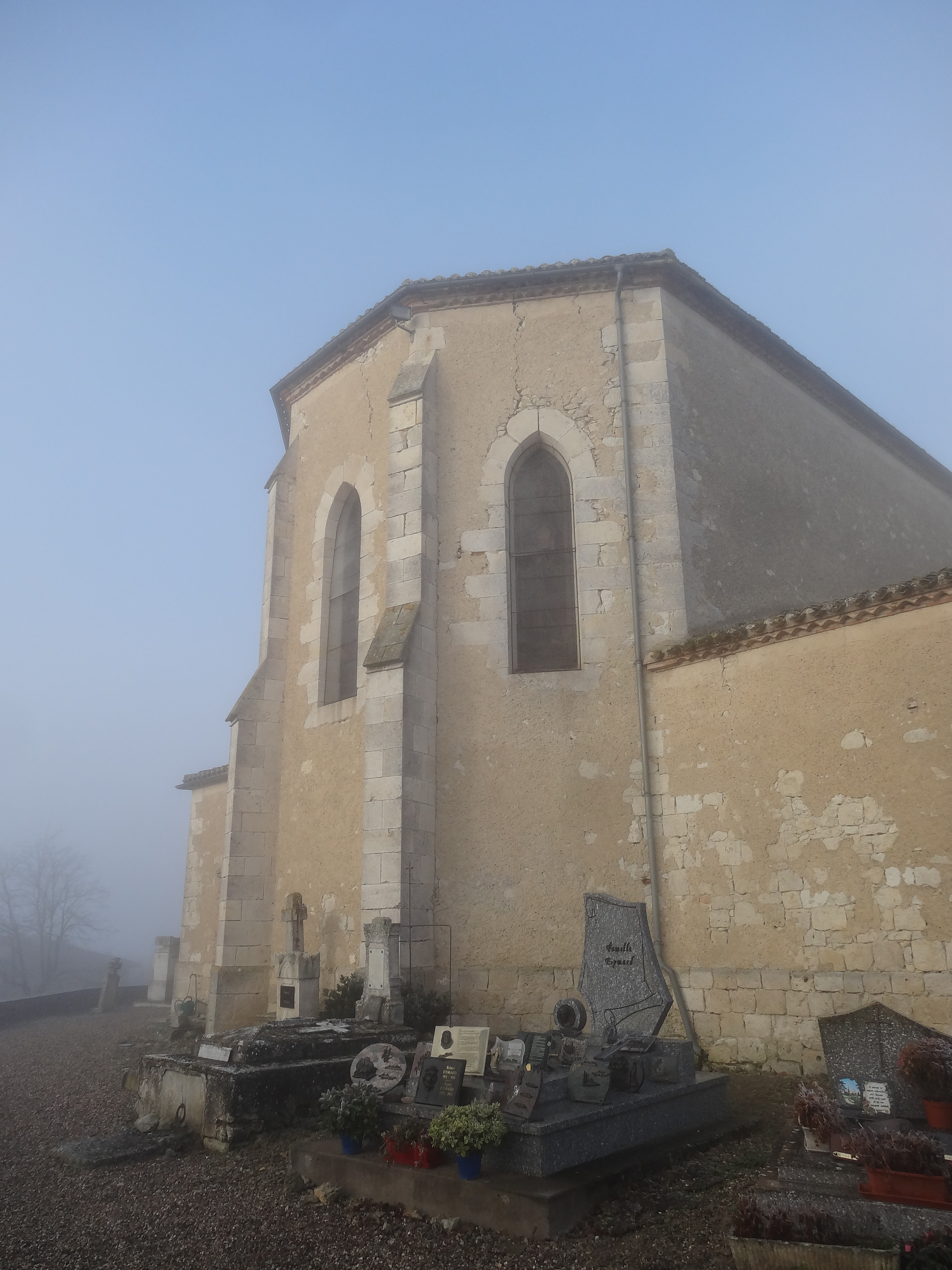
Le chevet.

- Tour-salle de la Rouquette ou Larrouquette, du 3e quart du XIIIe siècle.

### Château de Plieux
Le château de Plieux est une forteresse du XIVe siècle, la dernière construite sur le modèle du château gascon possédant deux salles par étages et deux tours. Il a connu peu de modifications depuis son édification en 1340, avec seulement le percement de fenêtres vers 1500. La famille de Faudoas, qui le construisit, s'est alliée ensuite à celle de Rochechouart, qui l'a possédé jusqu'au début XVIIIe siècle. Le château est classé aux monuments historiques.

Le château de Plieux
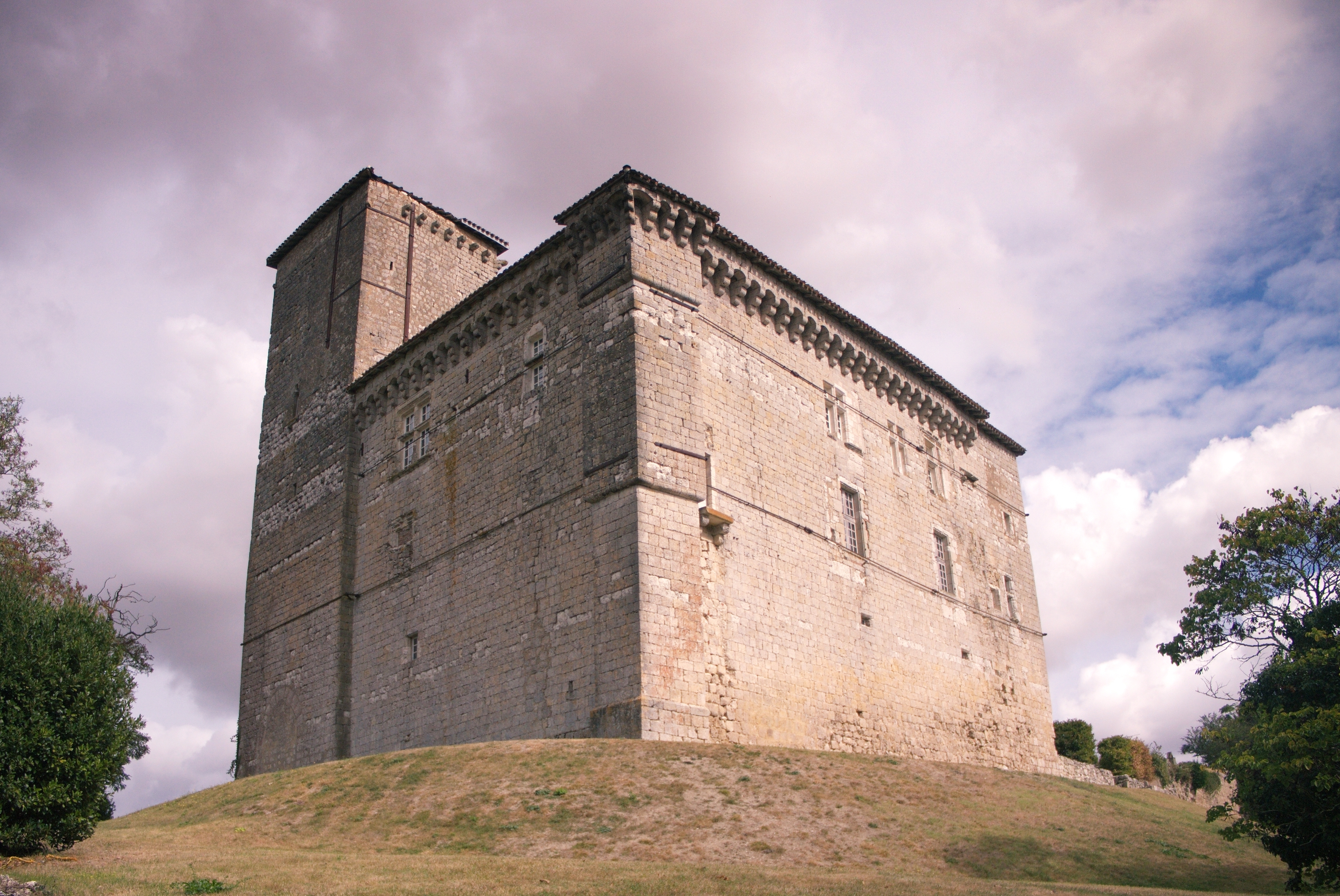
Vue sud-ouest de l'édifice.
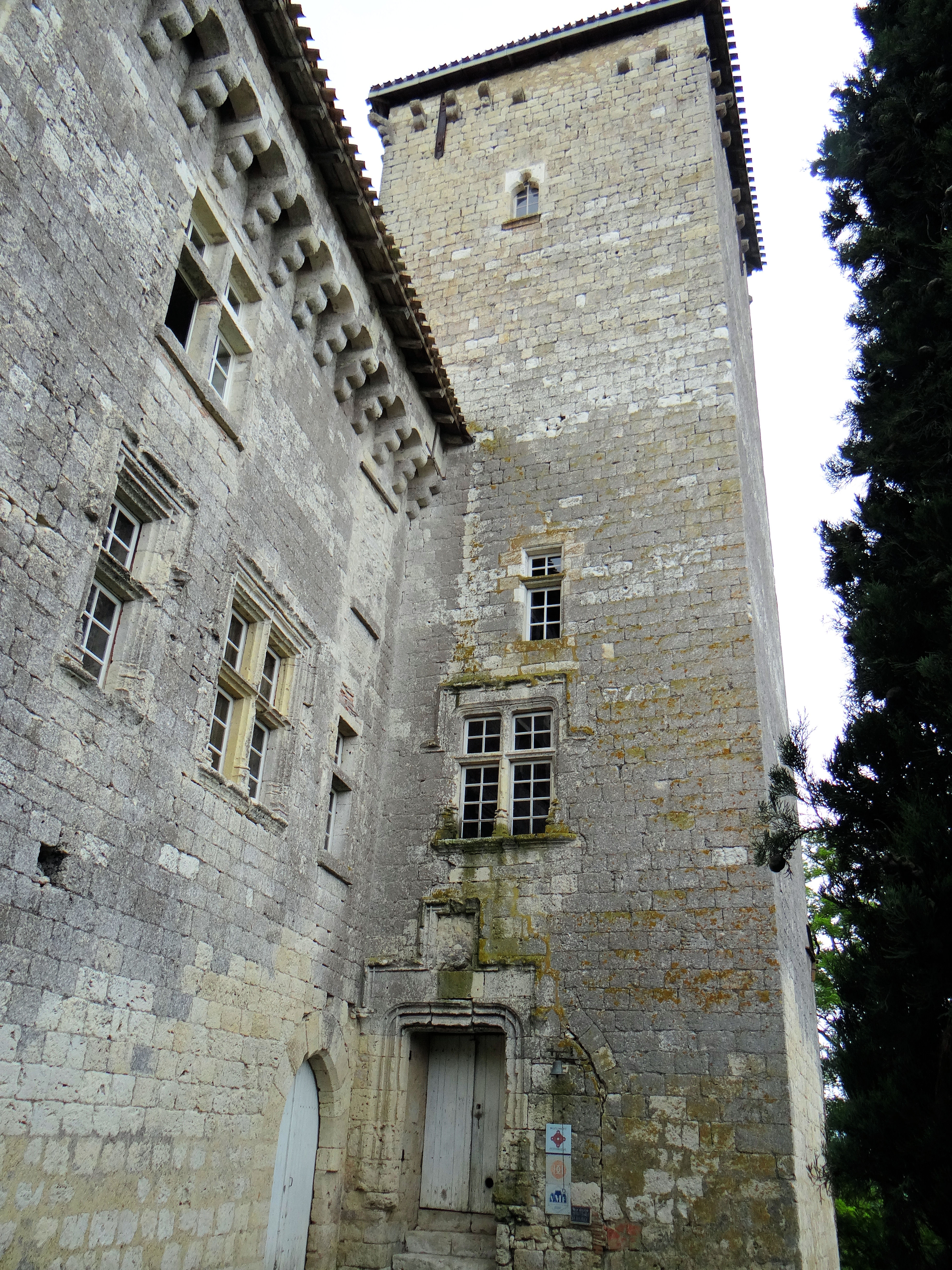
L'entrée et la tour.

Autres lieux et monuments
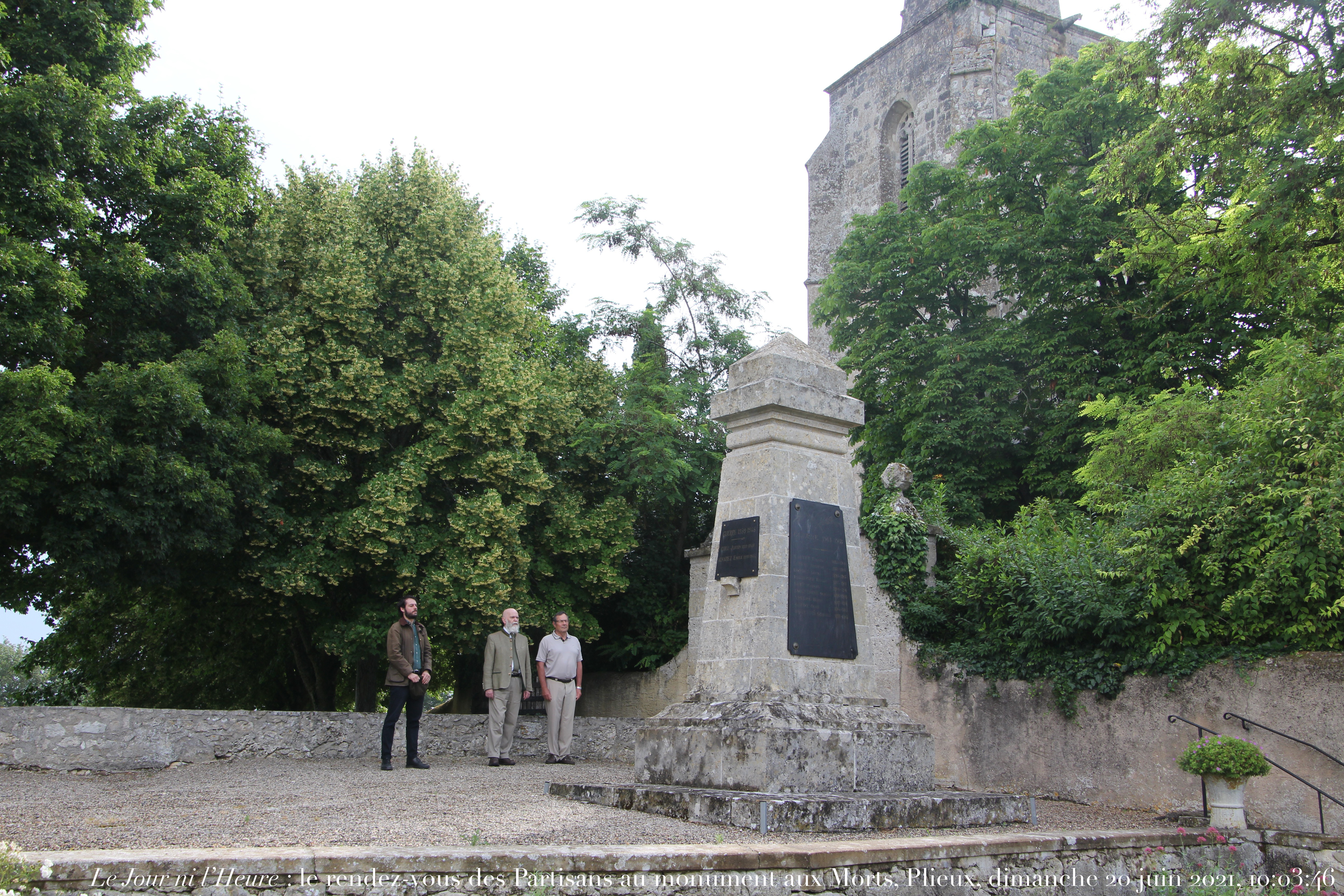
L'imposant monument aux morts.
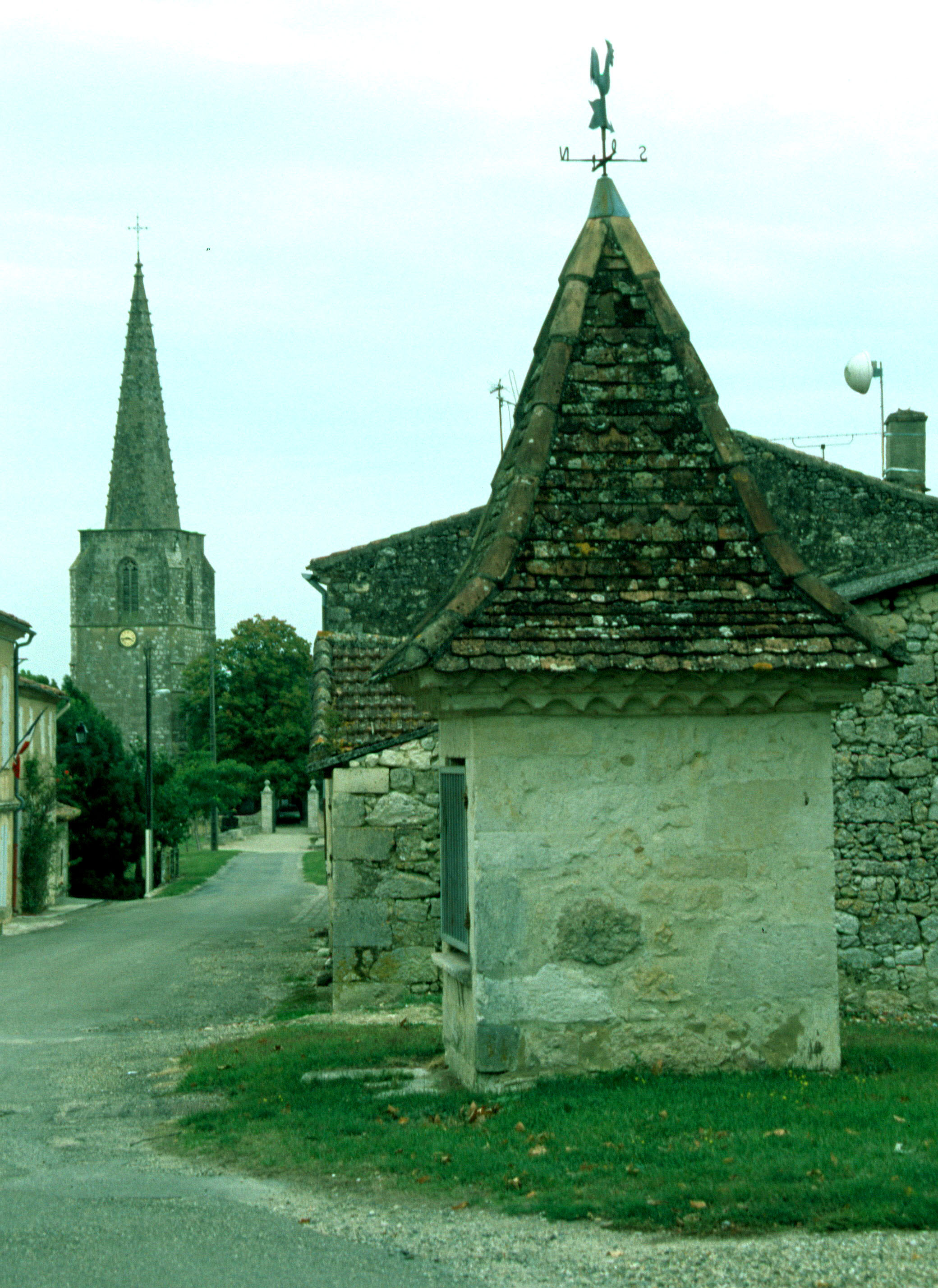
Plieux en 2001.
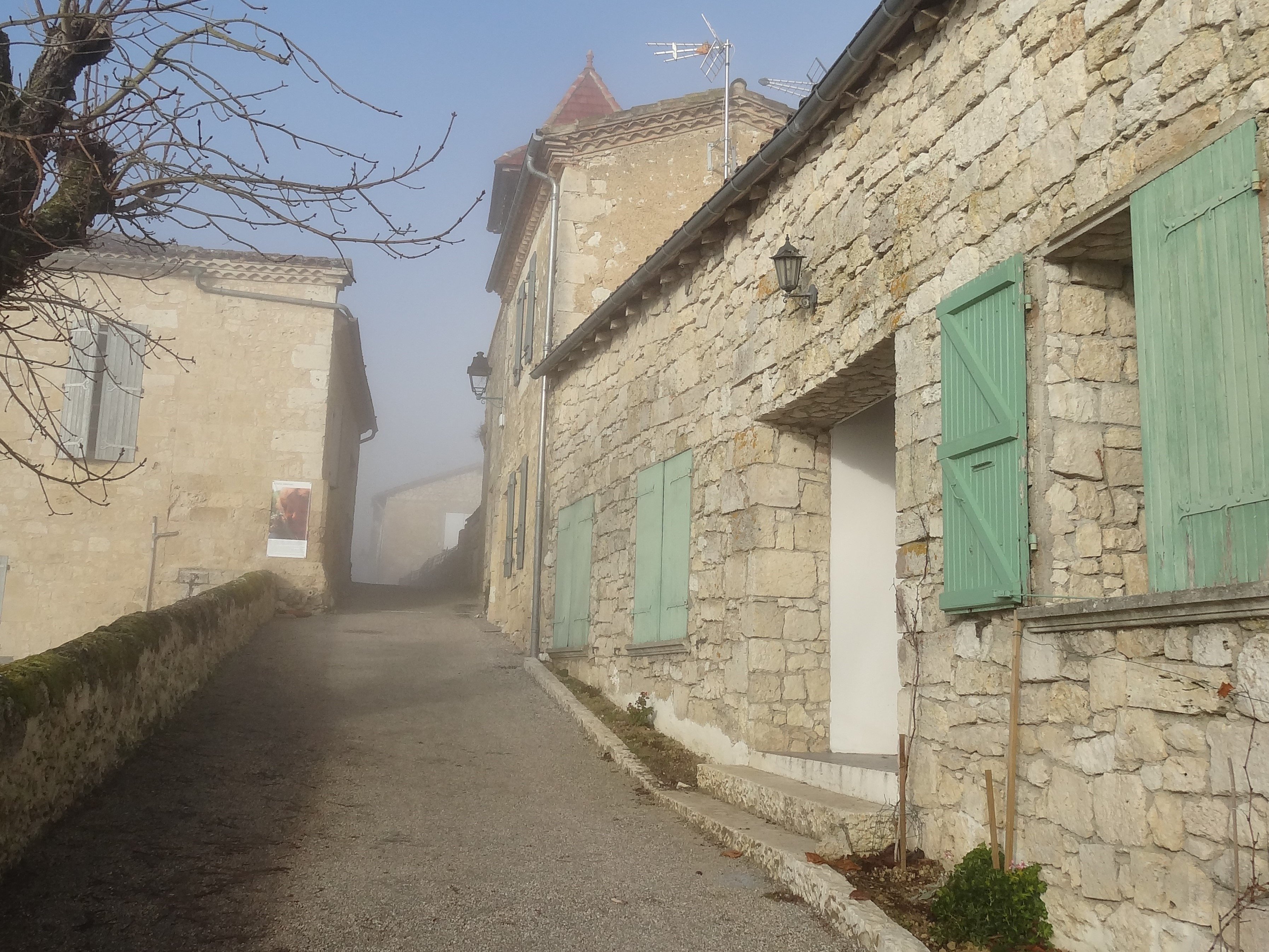
Rue centrale de Plieux en 2021.
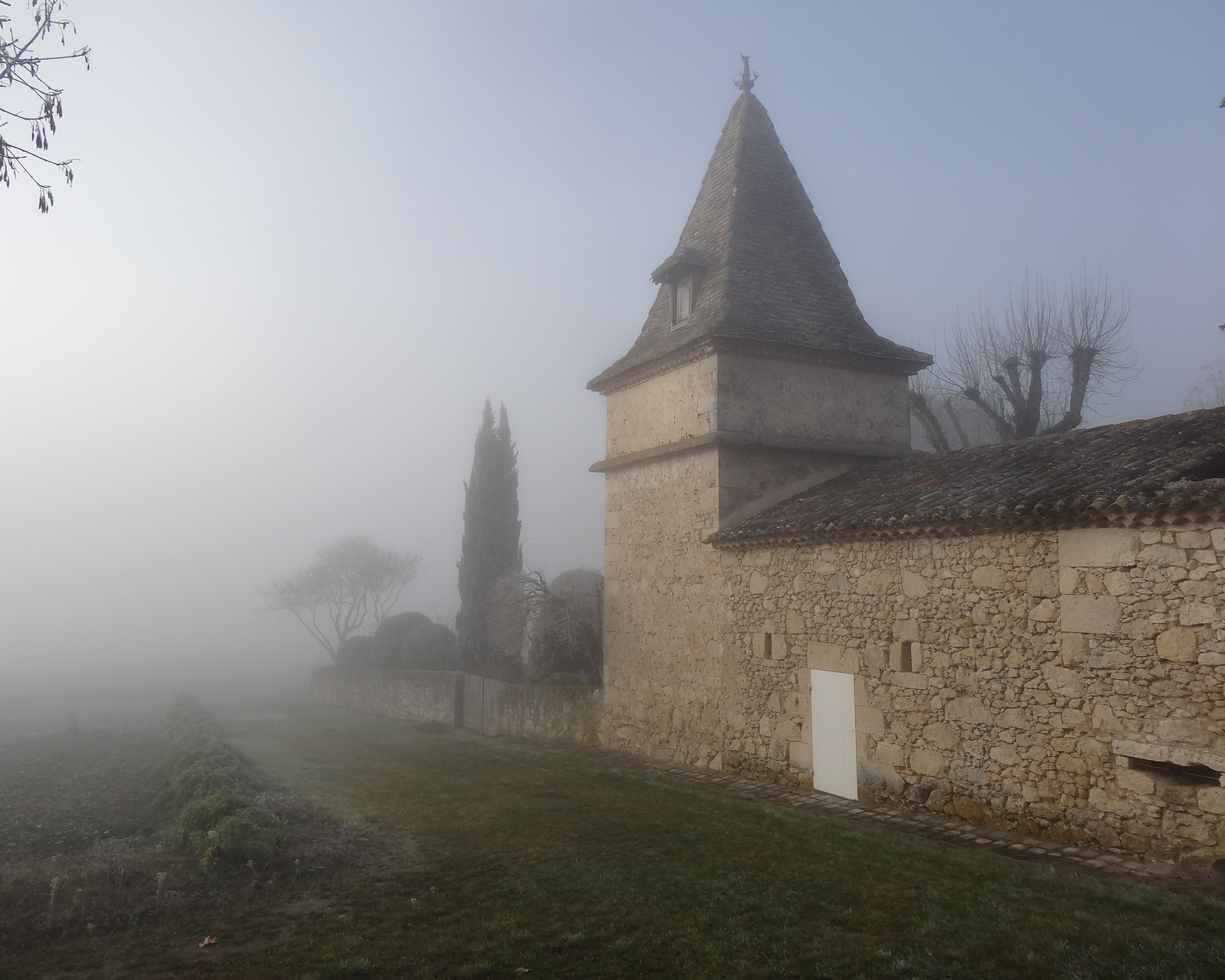
Tour située à l’est du village photographiée par une matinée de brouillard.
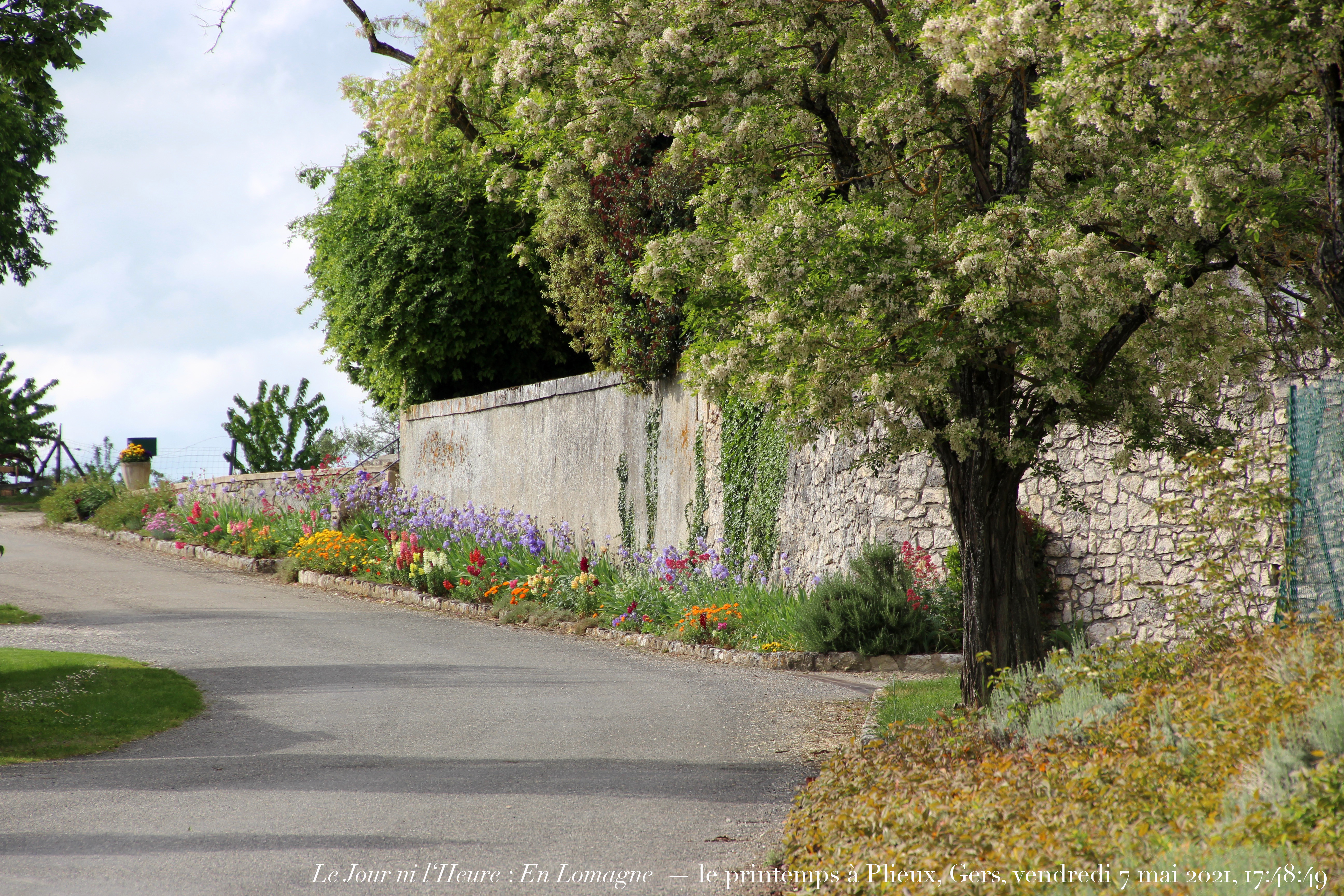
Une rue de Plieux au printemps 2021.

### Personnalités liées à la commune
- Par son œuvre, et en particulier son journal, qui s'y déroule depuis quelques années, Renaud Camus a contribué grandement à la renommée du village.
- Fonds Jean-Paul Marcheschi.